# Zuma Rock
Zuma Rock − gigantyczny monolit w stanie Niger w Nigerii, nazywany "Bramą do Abudży".
Jego wysokość to 700 m n.p.m. Wybitność skalistego wzniesienia wynosi 300 m. Przedstawiony jest na nigeryjskim banknocie o nominale 100 nair. Pod względem geologicznym jest to intruzja skał magmowych, złożona z gabr i granodiorytów.

## Położenie
Zlokalizowany jest na północ od stolicy kraju Abudży, rozciąga się wzdłuż głównej drogi z Abudży do Kaduny.